# بدر الزمان (مسلسل)
بدر الزمان مسلسل كويتي من إنتاج عام 1982.

## قصة المسلسل
تدور أحداث المسلسل حول محاولة استيلاء شركان على الحكم بمساعدة حاشيته وتابعيه الظالمين، وذلك بعد أن تمكنوا من القبض على بدر الزمان، وقاموا بإيداعه بالسجن وإعلان وفاته للأهالي.

## طاقم المسلسل

### البطولة
- خالد العبيد في دور شركان شركون
- إبراهيم الحربي في دور بدر الزمان
- عبدالرحمن العقل في دور سيف
- محمد السريع
- سامية محمد في دور أم الدواهي
- محمد المنيع في دور الوالي نعمان
- هدى حسين. في دور الأميرة نور الحياة

### ضيوف الشرف
- مريم الغضباندور حاكمة مدينة المرجان
- عائشة إبراهيم في دور أم الخير
- محمد جابر. في دور شران
- علي المفيدي في دور الحوت قائد الشرطة
- جوهر سالم في دور الهامور

### تمثيل
- داوود حسينفي دور نقرور
- أحمد جوهر في دور حارس السجن
- أحمد إسماعيل
- حميدي المشعان
- كاظم الزامل
- عبدالناصر درويشفي دور الحاجب البحر
- محمد الفهد
- صالح الحمر
- يوسف الدخيل
- عبدالله عطية
- خالد محمد
- خليل فرج